# Jean Louise O’Sullivan
Jean Louise O’Sullivan (* in West Chester, Pennsylvania) ist eine US-amerikanische Schauspielerin, Filmproduzentin und Synchronsprecherin.

## Leben
O’Sullivan machte ihren Abschluss an der University of the Arts in Philadelphia und des National Theatre Institute. 2009 gab sie in einer Nebenrolle im Film Fired Up! ihr Filmschauspieldebüt. 2009 hatte sie außerdem wiederkehrende Rollen in den Fernsehserien Bullrun II und Valley Peaks inne und spielte im Spielfilm Bigfoot mit.
Durch Mitwirkungen in Horrorfilmen wie Girls Mansion Massacre, Gingerdead Man 3: Saturday Night Cleaver, The Dead Want Women oder The Red House konnte sie sich den Ruf einer Scream-Queen aufbauen. 2012 spielte sie die weibliche Hauptrolle der Agnes Rickover im Horrorfilm The Bates Haunting. 2012 in Puppet Master X: Axis Rising und 2017 in Puppet Master: Axis Termination stellte sie jeweils die Rolle der Beth dar. 2014 verkörperte sie in Alpha House die Rolle der Melanie. Im selben Jahr war sie im Musikvideo zum Lied Machines der US-amerikanischen Metalcore-Band Crown the Empire zu sehen. 2017 wurde sie in den Filmen Into the Outbreak und der Fortsetzung After the Outbreak für die Rolle der Maggie gecastet.
O’Sullivan ist eine Unterstützerin von Kinderkunstorganisationen und unterrichtete Bildende Kunst im Rahmen der West Chester Recreation Summer Camps sowie Theaterkunst im Walnut Street Theatre Summer Program. Ehrenamtlich engagierte sie sich für das Young Playwrights Festival im Eugene O’Neill Theater Center. Sie ist in New York City wohnhaft.

## Filmografie (Auswahl)

### Schauspiel
- 2009: Fired Up!
- 2009: Girls Mansion Massacre
- 2009: Bullrun II (Fernsehserie, 10 Episoden)
- 2009: Valley Peaks (Fernsehserie, 7 Episoden)
- 2009: Bigfoot
- 2009: Odd City (Kurzfilm)
- 2009: Hot and Crowded (Fernsehserie)
- 2009; 2011: Sekai Gyoten News (Fernsehserie, 2 Episoden, verschiedene Rollen)
- 2010: Let’s Get Laid! (Kurzfilm)
- 2010: The Myth of the American Sleepover
- 2010: Tim and Eric Awesome Show, Great Job! (Fernsehserie, Episode 5x10)
- 2011: Bitchin’ Camaro (Kurzfilm)
- 2011: Alien Inhabitant
- 2011: Gingerdead Man 3: Saturday Night Cleaver
- 2012: Party Like the Queen of France (Fernsehfilm)
- 2012: 1000 Wege, ins Gras zu beißen (1000 Ways to Die, Fernsehdokuserie, Episode 5x11)
- 2012: The Dead Want Women
- 2012: Puppet Master X: Axis Rising
- 2012: The Bates Haunting
- 2013: Service Dog (Kurzfilm)
- 2013: Bonnie & Clyde: Justified
- 2014: Alpha House
- 2014: Legit (Fernsehserie, 2 Episoden)
- 2014: Dunkin’ for Lunch (Kurzfilm)
- 2014: The Red House
- 2014: Trophy Heads
- 2016: Sorority Slaughterhouse
- 2017: Kate Can’t Swim
- 2017: Page of Cups (Kurzfilm)
- 2017: Puppet Master: Axis Termination
- 2017: Watch the Pretty Girls Suffer (Fernsehserie)
- 2017: Into the Outbreak
- 2017: After the Outbreak
- 2018: Fiancé Killer (Fernsehfilm)
- 2019: Space Assassins – Flucht in die Zukunft (Assassinaut)
- 2019: Dear Santa – Eine Reise zum Nordpol (My Adventures with Santa)
- 2021: Slashening: The Final Beginning

### Produktion
- 2012: The Bates Haunting
- 2013: Service Dog (Kurzfilm)
- 2017: Page of Cups (Kurzfilm)
- 2022: Troy (Kurzfilm)

## Synchronisationen (Auswahl)
- 2015: Fallout 4 (Computerspiel)